# C-jádro

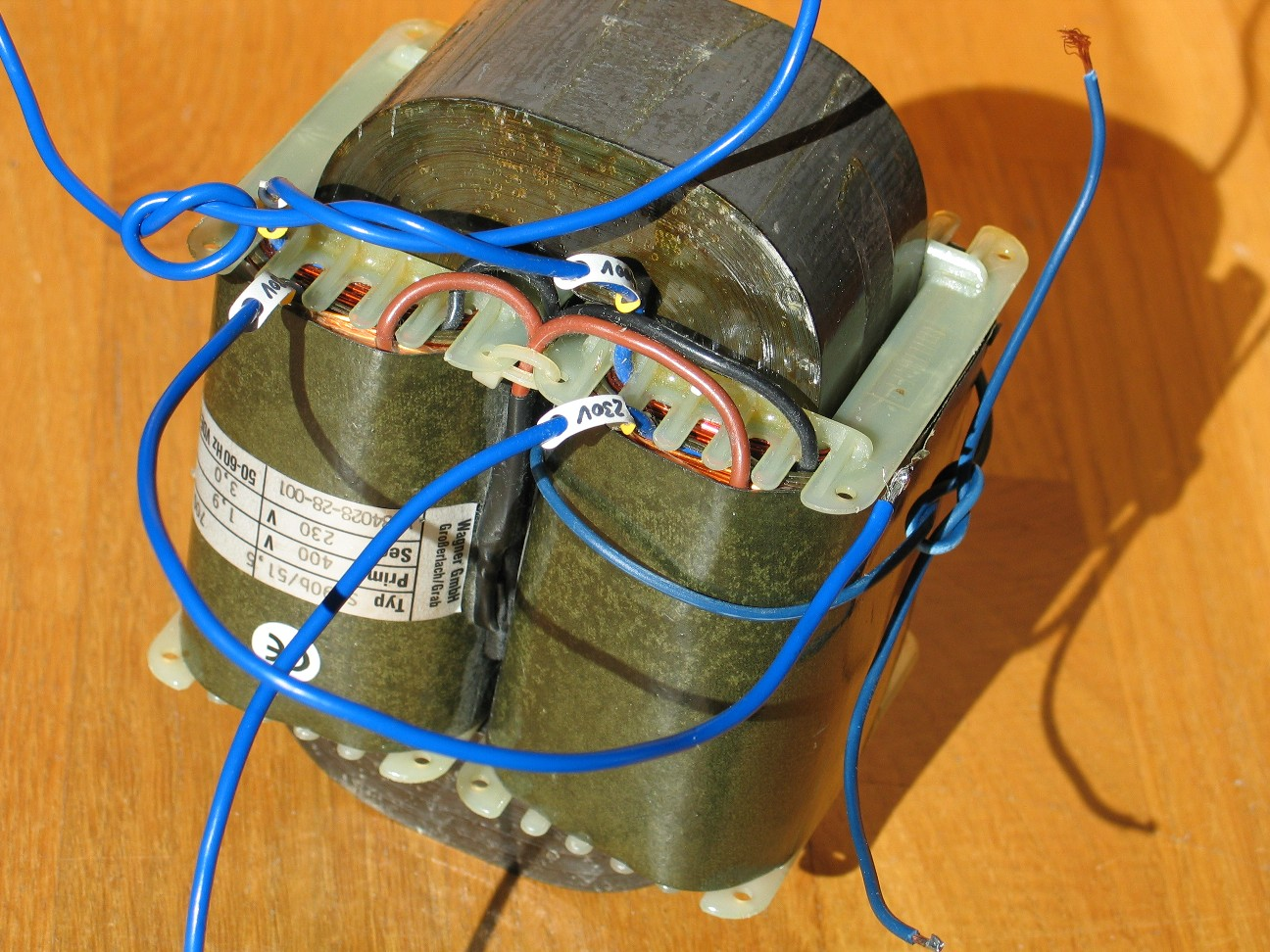
Transformátor s vinutým C-jádrem

C-jádra jsou vinutá dělená jádra pro jednofázové transformátory typu C.
Magnetická jádra se zhotovují z magnetického materiálu s velkou (vysokou) permeabilitou. Používají se k upevnění vinutí a vedení magnetických polí v elektrotechnických a elektromechanických zařízeních, jako jsou elektromagnety, transformátory, elektrické motory a induktory. Obvykle se vyrábí z ferromagnetického kovu, jako je ocel nebo ferromagnetických výrobků jako jsou ferity. Vysoká permeabilita jádra ve srovnání se vzduchem způsobuje, že se magnetický tok soustředí v materiálu jádra. Magnetické pole je často indukováno cívkou navinutou drátem na jádře. Přítomnost jádra může zvýšit magnetické pole cívky tisícinásobně, oproti cívce bez jádra.
Dělená transformátorová jádra se vyrábějí navíjením pásky z magneticky měkké oceli na otáčející se trn. Navinuté a syntetickou pryskyřicí slepené jádro se následně rozřízne. Vinutá jádra mají tvar lépe přizpůsobený průběhu magnetického indukčního toku a lépe využívají speciální strukturu zrna materiálu ve srovnání s jádry, které se skládají z plechových výseků různých tvarů. Dělená jádra mohou mít tvar kulatý, oválný nebo pravoúhlý. 
Používaná magnetická jádra zvyšují účinek magnetického pole generovaného elektrickými proudy. Vlastnosti zařízení budou záviset na následujících faktorech:
- Geometrie magnetických jader
- Velikost vzduchové mezery v magnetickém obvodu.
- Vlastnosti materiálu (zejména hystereze).
- Provozní teplota jádra
- Zda jsou plechy jádra vzájemně izolované pro snížení vířivých proudů

V mnoha aplikacích je nežádoucí, aby jádro zůstalo zmagnetované i po zániku vnějšího magnetického pole. Tato vlastnost se nazývá hystereze a může způsobit ztrátu energie v aplikacích jako je transformátor. Proto jsou pro jádra transformátorů používány magneticky měkké materiály s nízkou hysterezí, například křemíková ocel. Oproti tomu magneticky tvrdé materiály jsou používány pro výrobu magnetů.

## Výhody použití dělených jader
- úspora elektrické energie díky nízkým měrným wattovým ztrátám (tzv. ztráty v železe)
- úspora v množství použité mědi pro vinutí díky menším rozměrům a hmotnosti jader
- úspora nákladů práce vynaložené při sestavování transformátorů díky jednoduchosti montáže

## Další běžně používaná provedení jader

### Vzduchové jádro
Vzduchové jádro je nejjednodušší forma magnetického jádra. Cívka se vzduchovým jádrem může být samonosná nebo navinutá na kostře z nemagnetického materiálu. V dutině uvnitř cívky není umístěn žádný feromagnetický materiál, je tam pouze vzduch. Permeabilita vzduchu je velmi nízká, vinutí umožňuje velmi jemné nastavení frekvence v rezonančních obvodech. Extrémně nízká indukce vzduchové dutiny ale není vhodná pro transformátor. 

### Toroidní a Unicore jádra
Toroidní a Unicore jádra jsou vedle C-jader nejjednodušším řešením pro vytvoření uzavřeného magnetického obvodu.

### Feritová jádra
Jádra vyrobená lisováním ze speciální feritové keramiky. Využívají se především ve vysokofrekvenční technice

### Jádra skládaná z plechů
Jsou složená z výseků z elektrotechnických plechů. Univerzální, široce použitelné provedení pro transformátory a tlumivky. Nejběžnější tvary se označují EI, M, EE nebo UI.